# Тредіаковський Василь Кирилович
Тредіако́вський Васи́ль Кири́лович (Тредьяковський) (22 лютого (5 березня) 1703 — 6 (17) серпня 1769) — російський поет, перекладач і філолог XVIII століття, один із засновників силлабо-тонічного віршування в Росії. Уперше ввів гекзаметр в арсенал російських віршових розмірів. Уперше в російській мові та літературі теоретично розділив поезію та прозу та ввів ці поняття в російську культуру та громадську свідомість. Його інтереси в царині метрики вірша також поєднувались із композиторською діяльністю, здебільшого, це була кантова музика. За чином — надвірний радник (1765).
Родом із сім'ї астраханського священика, освіту здобув у католицькій латинській школі при місії ордена капуцинів. У 1723—1725 роках навчався в Москві, в Слов'яно-греко-латинській академії, звернувши на себе увагу дипломатичних кіл суспільства. Завдяки протекції І. Г. Головкіна та О. Б. Куракіна одержав змогу виїхати до Нідерландів, а відтак до Франції, де прожив два роки, здобув філософську освіту в Сорбонні. Після повернення до Росії 1730 року здобув популярності як поет і перекладач, претендував на статус придворного поета та панегіриста Анни Іванівни. З 1733 року — секретар Імператорської академії наук. У 1734—1735 роках здійснив реформу російського віршування, однак зайнята ним інтелектуальна позиція та близькість до прокатолицько налаштованої частини російського дворянства призвела до краху його кар'єри. 1745 року Тредіаковський одержав звання професора Академії наук — одночасно з Ломоносовим, але 1759 року був звідти звільнений. У 1740—1750 роки він розпочав полеміку з М. В. Ломоносовим і О. П. Сумароковим, яка також не сприяла росту його репутації. 1752 року опублікував двотомне видання «Віршів і перекладів як віршами, так і прозою» (рос. «Сочинения и переводы как стихами, так и прозою»), яке надовго визначило місце Тредіаковського в історії російської культури. Усі ті роки він займався переважно перекладами французької художньої й історичної літератури, зокрема й об'ємних «Древньої історії» (10 томів) і «Римської історії» (15 томів) Шарля Роллена. Найважливішим власним досягненням Тредіаковський вважав епічну поему «Телемахіда» (1766) — переклад гекзаметром прозаїчного оригіналу Франсуа Фенелона, яку не зрозуміли та визнали сучасники автора, але вже в першій третині XIX століття вона стала затребуваною серед перекладачів-гекзаметристів (М. І. Гнідича та В. А. Жуковського); спадок Тредіаковського високо оцінював О. С. Пушкін. Переклади «Древньої» та «Римської історії» Роллена, виконані Тредіаковським, ще 1855 року оцінювались М. Г. Чернишевським як «найкращі зі свого предмету» та «нічим незамінні для російського читача».
Опісля смерті Тредіаковський надовго одержав репутацію поганого поета, поступова реабілітація його спадщини відбувалась протягом усього XIX та XX століть. Його переклади та оригінальні твори перевидавались у 1773—1778, 1849, 1935, 1963 та 2007—2009 роках. До початку XXI століття спадщина Тредіаковського, а зокрема й «Телемахіда», одержала високий літературний статус. За словами Н. Ю. Алексєєвої, значення його для російської культури полягає не в участі в формуванні майбутньої літератури та самосвідомості, а у відкритті для Росії класичної старовини, оскільки він зумів сприйняти не лише верхній шар сучасного йому європейського класицизму, але й — через гуманізм епохи Відродження — традицію Античності в її глибині.

## Біографія

### Астрахань. Навчання у капуцинів

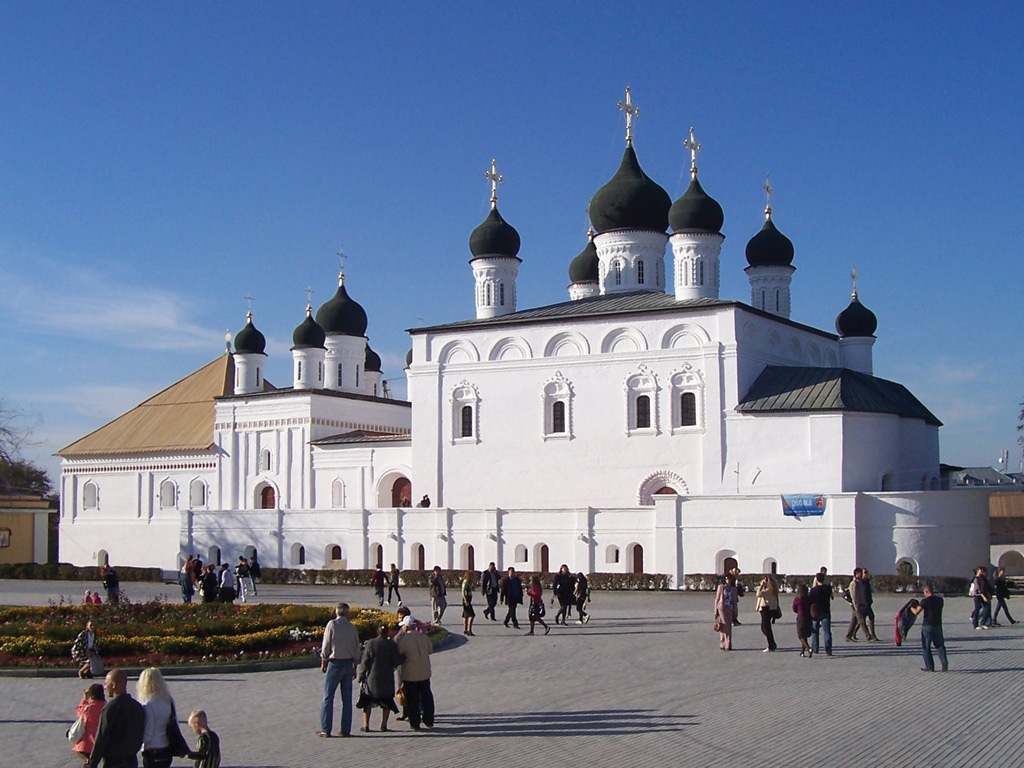
Троїцький собор в Астраханському Кремлі. Фото 2009 року

Василь Тредіаковський народився в Астрахані 22 лютого 1703 року в родині священика соборної Троїцької церкви Кирила Яковлєва; священиком був і його дідусь. Родина походила з Вологди і переїхала на південь близько 1697 року. Дитинство майбутнього письменника пройшло в складних умовах: сім'я була великою, доходів з парафії і требовідправ не вистачало, і Кирило Яковлєв займався садівництвом і городництвом. 1717 року через борг 48 рублів голова сім'ї був змушений віддати свій сад і город власнику рибного господарства Осипу Яковлєву Плохому. Брати з дитинства допомагали батьку з господарством і церковною службою: молодший — Яків — прислуговував, а Василь був півчим у домі архієрея. Загалом, його рання біографія відома лише з надзвичайно уривчастих свідчень і повна суперечностей.
1710 року монах ордену капуцинів Патрицій Міланський (Patritius de Milano, 1662—1753) започаткував у Астрахані місію, яка з 1713 року мала в своєму розпорядженні власну церкву та латинську школу, водночас російських шкіл у місті не було до 1772 року. Сам Тредіаковський стверджував (у «відомості» 1754 року), що навчався в Бонавентури Челестіні та Джованбаттісти Прімавера, які прибули до Астрахані 1716 року, тому дата початку його навчання теж є суперечливою — в період між 1712 і 1716 роками. Найважливішим доказом тих років є церковнослов'янська граматика, переписана Тредіаковським 1721 року і підписана під переднім словом «ученик латинских школ Basilius Trediacovensis» (укр. «учень латинських шкіл Basilius Trediacovensis». Тут і розміщений силабічний катрен, що є найстарішим збереженим свідченням про його творчу активність.

### Від'їзд до Москви. Слов'яно-греко-латинська академія

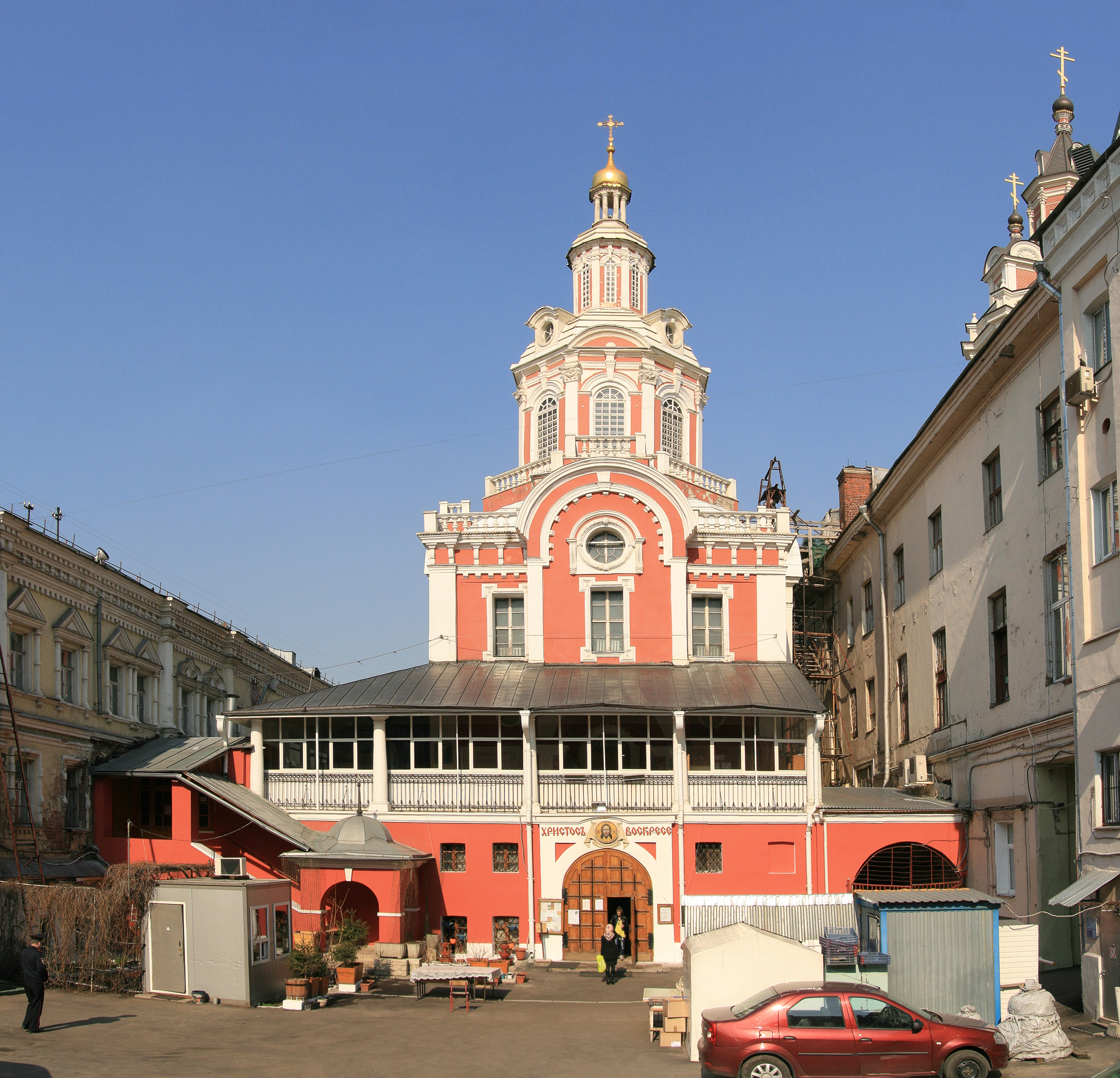
Заіконоспаський монастир, у якому містилась Слов'яно-греко-латинська академія. Фото 2014 року

13 лютого 1722 року датована чолобитна на ім'я астраханського віце-губернатора І. В. Кікіна щодо видання Тредіаковському паспорта для проїзду до Києва, збереглась і довідка, що посвідчувала видання паспорта, що дозволяв його власнику вирушити до Києво-Могилянської академії для вивчення латинської мови. Однак через невідому причину Василь нікуди не поїхав і, очевидно, продовжив навчання в капуцинів. Апокрифічний переказ, приписаний самому Тредіаковському, стверджує, що влітку 1722 року місію капуцинів відвідав Петро I і назвав Василя «вічним трудівником». У «відомості», поданій до Конференції Академії наук, він заявив, що «за бажанням <…> навчатись, залишив природне місто, дім і батьків, і втік до Москви». У цій історії є багато незрозумілого: до того часу Василь Тредіаковський був одружений із донькою сторожа губернської канцелярії Федосією Фадеєвою. Л. М. Майков припустив, що на рішення Тредіаковського могли вплинути вчитель петербурзької арифметичної школи Іван Трофімов, що побував у Астрахані 1722 року, або секретар Антіоха Кантеміра Іван Ільїнський, який був у місті під час російської інтервенції в Персію. Узагалі невідомими залишаються точний час від'їзду Василя, його маршрут, можливо, він міг виїхати разом із валкою А. Картеміра, що повертався тим часом до Москви. Незрозуміло, яким чином пов'язаний факт одержання ним паспорта та прийдешня «втеча» з Астрахані.
Повернувшись 1730 до Росії, Тредіаковський видав переклад роману Поля Тальмана «Їзда в острів любові» (1730). До перекладу додавалися вірші самого Тредіаковського російською, французькою і латинською мовами. Успіх книзі забезпечив сам зміст книги, присвячений зображенню відчуттів витонченої любові і пошани до жінки, нових у той час для російських читачів. У тій же книзі Тредьяковський помістив передмову, в якій вперше висловив думку про вживання в літературних творах російської, а не старослов'янської мови, як було до того часу.
Тредіаковський став придвордним поетом Анни Іванівни. У 1733 він був прийнятий на службу в Академію Наук із зобов'язанням «вычищать язык русской, пишучи как стихами, так и не стихами; давать лекции, ежели от него потребовано будет; окончить грамматику, которую он начал, и трудиться совокупно с прочиими над дикционарием русским; переводить с французского на русской язык все, что ему дастся».
З початку 1740 року поетична слава Ломоносова затьмарила Тредіаковського, а смерть Анни Іванівни і прихід в 1741 до влади Єлизавети погіршила становище Тредіаковського при дворі. Наступні роки Тредіаковський жив в крайній нужді, і його весілля в 1742 році лише погіршило це становище. Лише у 1745 одночасно з Ломоносовим його призначили професором Академії по кафедрі елоквенції, і це поліпшило його матеріальний стан.
Тредіаковський активно займався перекладами і видав дев'ятитомну «Древню історію» Ролленя, і шістнадцятитомну «Римську історію» того ж автора.
У 1766 він видав «Телемахіду» — вільний переклад «Пригод Телемаха» Фенелона, написаний гекзаметром. Твір і його автор відразу ж стають об'єктом кепкувань і нападів, так в «Ермітажному етикеті» імператриці Катерини II встановлено було жартівливе покарання за легку провину:
|  | Если кто противу вышеписанного проступится, то по доказательству двух свидетелей, за всякое преступление должен выпить стакан холодной воды, не исключая того и дам, и прочесть страницу „Тилемахиды“ (Третьяковского). А кто противу трех статей в один вечер проступится, тот повинен выучить шесть строк „Тилемахиды“ наизусть |

Помер Тредіаковський 6 серпня 1769.
Син Лев (1746—1812) — ярославський і смоленський губернатор.

## Реформа російського віршування
Тредіаковський є одним із засновників силабо-тонічного віршування в Росії.
Поезія XVI — початку XVII творилася на силабічній основі, тобто наголоси у вірші не були впорядковані, фіксованою була лише кількість складів. Такий тип вірша прийшов до Росії з України (завдяки вихованцеві Київського колегіуму білорусові Симеону Полоцькому).
У 1735 Тредіаковський видав «Новий і короткий спосіб до складання віршів Російських». У цій роботі він ввів поняття віршованої стопи, а на її основі — поняття ямба і хорея. Віршовані рядки Тредіаковський запропонував будувати на основі хорея: «от стих … совершенен и лучше, который состоит только из хореев … а тот весьма худ, который весь иамбы составляют».
Фактично, Тредіаковський запропонував відновити традиційні розміри силабічного віршування (13-ти і 11-ти-складові) шляхом введення постійних наголосів.
У своїй праці Тредіаковський також дав визначення різних жанрів: сонета, рондо, епістоли, елегії, оди і т. д.; наводить численні приклади.
З критикою віршування, запропонованого Тредіаковським, виступив Ломоносов. У «Листі про правила російського вірша» (1739) він вказав, що окрім хорея, в російській поезії можна використовувати ямб, а також тридольні розміри — дактиль, амфібрахій, анапест. Також Ломоносов піддав сумніву твердження Тредіаковського, згідно з яким у вірші можуть використовуватися лише жіночі рими, ввівши в російський вірш чоловічі і дактилічні рими.
В цілому, Тредіаковський прийняв систему, запропоновану Ломоносовим, і навіть переписав декілька своїх колишніх од, з тим, щоб вони відповідали новим правилам віршування. Проте, одне питання викликало подальше обговорення: Ломоносов вважав, що ямбічні розміри личать для написання героїчних творів, зокрема, оди, а хорей «с природы нежность и приятность имеющий, должен составлять собой только элегический род стихотворения». Цієї ж думки дотримувався і Сумароков. Тредіаковський же вважав, що розмір сам по собі жодних емоційних відтінків не несе.
Ця суперечка знайшла наступне продовження: поети, що сперечалися, випустили книгу «Три оди парафрастичні псалму 143». У ній один і той же псалом був перекладаний Ломоносовим і Сумароковим — ямбом, а Тредіаковським — хореєм.

## Творчість
Творчість Тредіаковського викликала немало суперечок як за життя автора, так і після його смерті. З одного боку, частково під впливом протиборчих придворних і літературних угрупувань Тредіаковський залишився в історії як бездарний віршомаз, придворний інтриган, що плете змови проти своїх талановитих колег. Роман І. І. Лажечникова, що вийшов 1835 року, «Крижаний Будинок» підтримував цей міф, що привело до того, що впродовж XIX століття ім'я Тредіаковського часто уживалося як лайливе для позначення бездарного поета. В той же час, О. С. Пушкін в статті про книгу Радіщева «Подорож з Петербурга до Москви» так відзивається про Тредіаковського:
|  | Тредьяковский был, конечно, почтенный и порядочный человек. Его филологические и грамматические изыскания очень замечательны. Он имел в русском стихосложении обширнейшее понятие, нежели Ломоносов и Сумароков. Любовь его к Фенелонову эпосу делает ему честь, а мысль перевести его стихами и самый выбор стиха доказывают необыкновенное чувство изящного. В "Тилемахиде" находится много хороших стихов и счастливых оборотов... Вообще изучение Тредьяковского приносит более пользы, нежели изучение прочих наших старых писателей. Сумароков и Херасков верно не стоят Тредьяковского... |

Ряд сучасних авторів називає Тредіаковського основоположником російської лірики Нового Часу, російського класицизму XVIII століття з його антично-європейськими витоками, одним з найплідніших ідеологів і практиків російської буколічної поезії і т. д.
Рання творчість Тредіаковського поза сумнівом опиняється в руслі т. з. російського літературного бароко з характерними для нього помпезністю стилю, нашаруваннями метафор, інверсіями, церковно-слов'янізмами. У цей же час як новатор Тредіаковський заклав основні лінії формування російської лірики нового часу, блискуче розвинені пізніше Жуковським і Пушкіним. Пізні вірші Тредіаковського тяжіють до класицистичної традиції, що зароджується і розвивається сучасними йому Ломоносовим і Сумароковим. Проте, стати «зразковим класицистом» Тредіаковському так і не вдалося.

### «Песни мирские». Любовна лірика
Перші пісенні твори Тредіаковського датують 1725—1727 роками, тобто часом навчання в Слов'яно-греко-латинській академії, проте найцікавішими творами, створеними в цьому жанрі, слід вважати російські любовні вірші, що зародилися під впливом французьких салонових пісень в 1730-ті роки, тобто під час навчання Тредіаковського в Парижі.
На думку Н. П. Большухіної, на початку XVIII століття «Любовна (і ширше — світська) пісня знаходилася … за межею уявлень про вірш, поезію. Лише у 30-і роки XVIII століття вона буде усвідомлена як певний жанр і включена Тредіаковським в систему національних ліричних жанрів. Як один з характерних прикладів подібної творчості можна взяти „Вірші про силу любові“. У нім Тредіаковський звертається до античних і біблейських образів, відзначаючи позапростірну і позакультурну силу любові, яка „велика справа“. Така вистава була вельми у дусі французької пісенної традиції, проте для російської поезії була новою. У приватному листі Тредіаковський писав про те, „що сама природа, ця прекрасна і невтомна владичиця, піклується про те, щоб навчити все юнацтво, що таке любов“».
Сильний вплив французької пісенної лірики також можна відзначити у вірші «Пісенька любовна» (1730). Вірш написаний у куплетній формі, а два завершуючі рядки кожного куплета утворюють рефрен. Присутня характерна для французької поезії наявність чоловічої рими поряд з жіночою. Любов у вірші розглядається як порив, неусвідомлювана і непіддатлива рефлексії. Ліричний герой «гине від любові» не в силах розібратися, що з ним відбувається.

## Українські переклади
На українську мову Тредіаковсього перекладав Лубківський Роман Мар'янович.

## Пам'ять
У Астрахані є вулиця Тредіаковського. Заснована літературна премія Тредіаковського. З 2001 року в Астрахані щорік проводиться обласний конкурс самодіяльних поетів «З Тредіаковським — в 21 століття».

### Тредіаковський в художній літературі
Тредіаковський є одним із персонажів історичного роману «Слово і діло» російського письменника Валентина Пікуля.
Також історичні повісті Юрія Нагибіна «Беглец» (Утікач) і «Остров любви» (Острів любові) розповідають про Тредіаковського.

### Видання творів
- Езда в остров любви, 1730;
- Речь… к членам Российского собрания…, СПБ [1735];
- Новый и краткий способ к сложению российских стихов, СПБ, [1735];
- Сочинения и переводы как стихами, так и прозою, 2 тт., СПБ, 1752;
- Сочинения, изд. А. Смирдина, 3 тт. (в 4 книгах), СПБ, 1849;
- Избранные сочинения, изд. П. Перевлесского, М., 1849;
- Стихотворения Тредиаковского, в кн.: «Русская поэзия» под ред. С. А. Венгерова, т. I, вып. I, СПБ, 1893, и вып. VI, СПБ, 1897;
- Стихотворения, под ред. акад. А. С. Орлова, изд. «Советский писатель» [Л.], 1935 (Библиотека поэта, под ред. М. Горького);
- В. Тредиаковский, М. Ломоносов, А. Сумароков — Стихотворения, изд. «Советский писатель» [Л.], 1935 (Биб-ка поэта, малая серия, № 4)